# Trollhättan 32

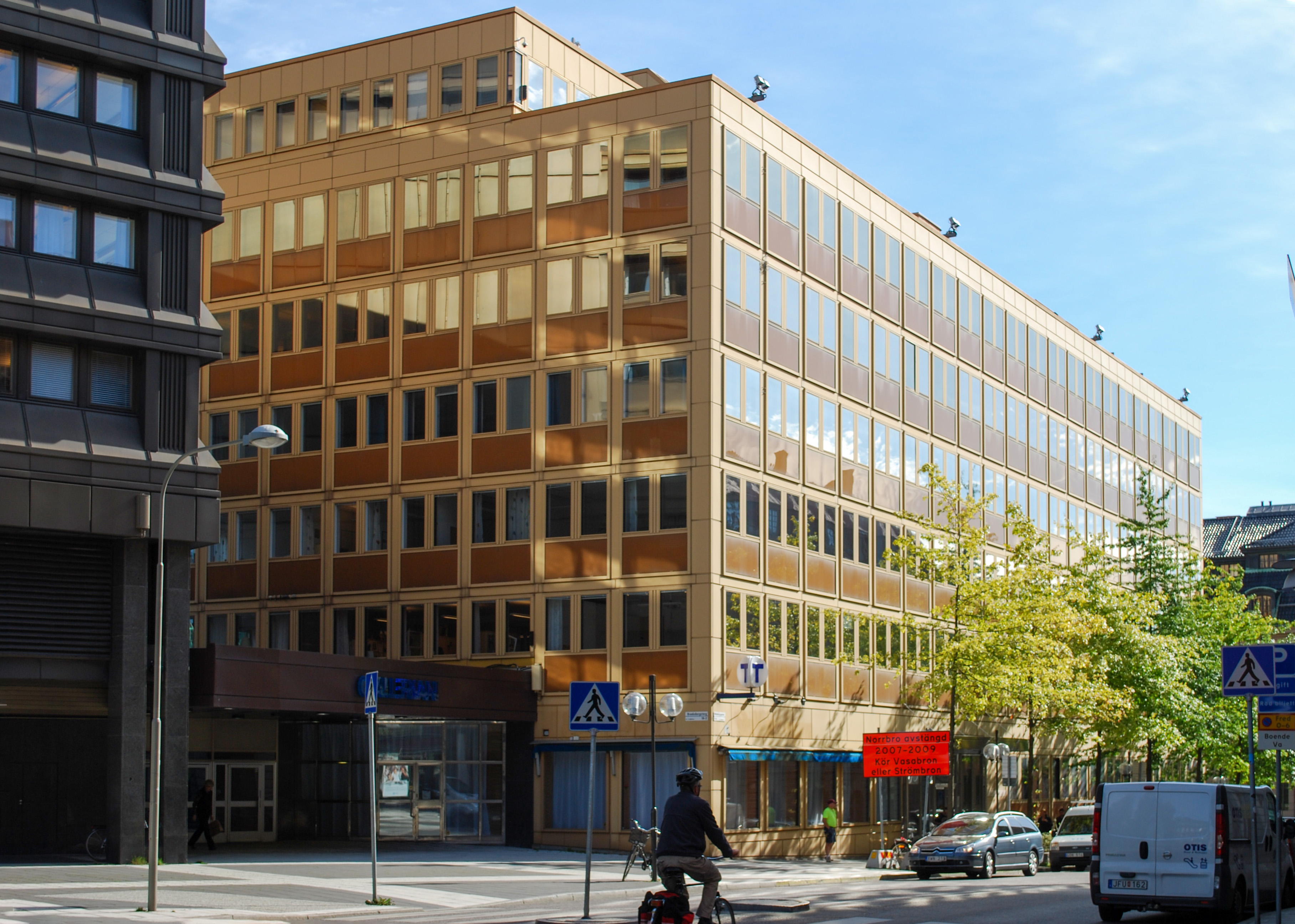
Trollhättan 32, före ombyggnad, vy från Brunkebergstorg, september 2009.

Trollhättan 32 är en kontors- och affärsfastighet i kvarteret Trollhättan, vid hörnet Malmtorgsgatan 8 och Jakobsgatan 12 på Norrmalm i centrala Stockholm. Trollhättan 32 är en av Gallerians fem fastigheter och uppfördes åren 1975 till 1978 som Hus F i galleriankomplexet. Inom ramen för projektet Urban Escape genomgick huset 2015–2017 en omfattande in- och utvändig renovering och byggas på med tre våningar.

## Bakgrund

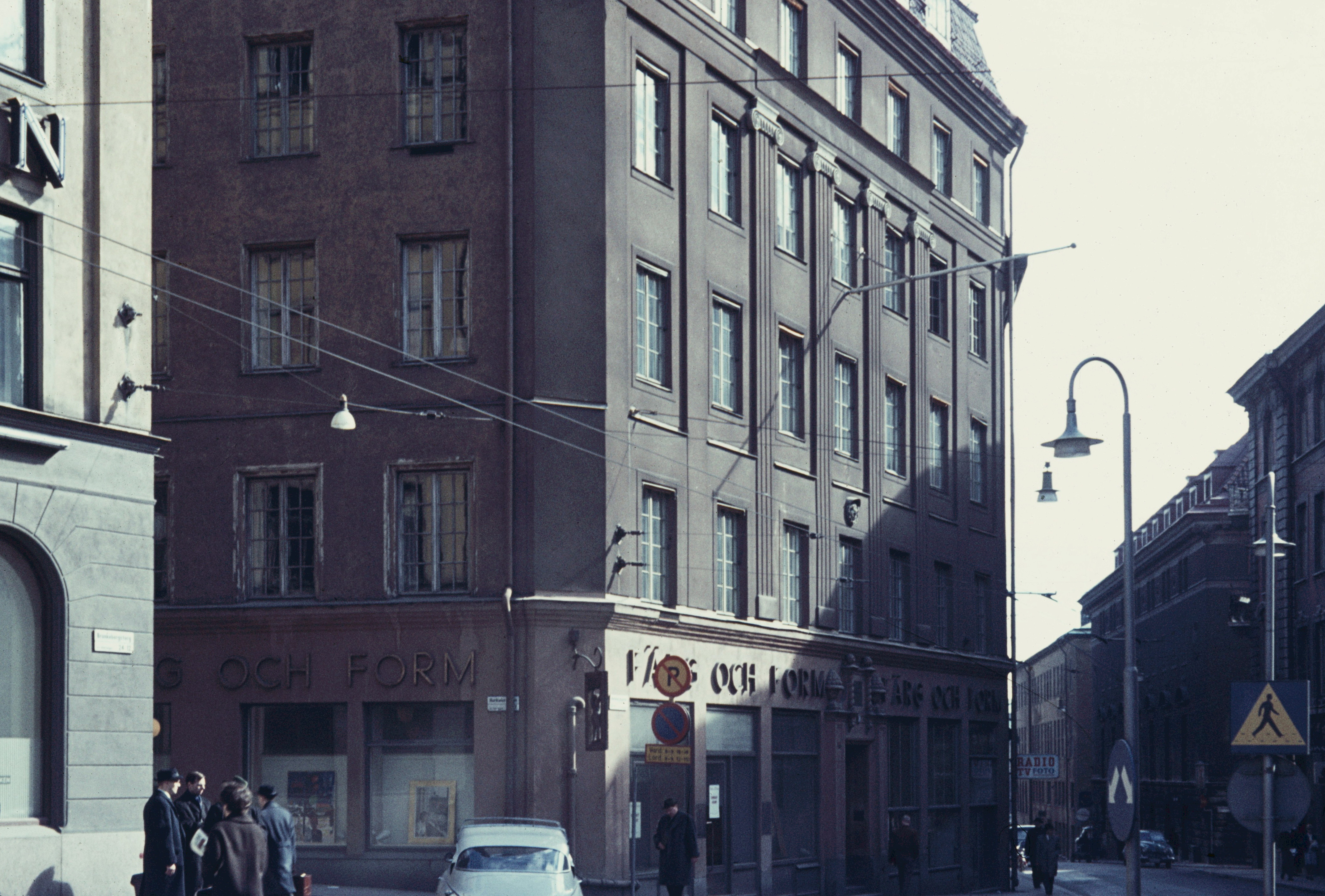
Kvarteret Torviggen, Malmtorgsgatan 8–10, vy från Brunkebergstorg, 1963.

Trollhättan 32 är ett resultat av Norrmalmsregleringen när ett nytt City växte fram genom omfattande rivningar söder och sydost om Sergels torg. I slutet av 1960-talet hade omdaningen av Nedre Norrmalm nått området kring Brunkebergstorg. Kvarteret Storviggen var den sista stora byggstenen i Cityomvandlingen och fick mycket negativ kritik när det stod färdigt. Med tiden ändrades uppfattningen och idag tillskrivs området stora samhällshistoriska värden.
Platsen för nuvarande Trollhättan 32 motsvarar ungefär hörnet Malmtorgsgatan 10 / Herkulesgatan 7 och tillhörde kvarteret Torviggen som på 1960-talets slut blev en del av kvarteret Storviggen (idag kvarteret Trollhättan). Samtidigt försvann Herkulesgatans avsnitt mellan Malmtorgsgatan och Regeringsgatan och blev en del av kvarteret. Ungefär här ligger idag mellanrummet med förbindelsebyggnaden mellan Trollhättan 32 och 33. Fastighetens bebyggelse var gulmärkt enligt Stadsmuseets klassificeringssystem, vilket innebär att den hade positiv betydelse för stadsbilden med ett visst kulturhistoriskt värde.

## Byggnadsbeskrivning

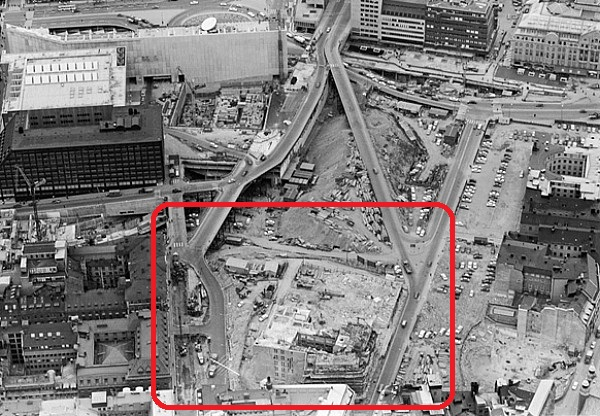
Kvarteret Storviggen i april 1972. Trollhättan 31 och 32 kom att uppföras i kvarterets södra del (röd ram).

Trollhättan 32 är den minsta av de fem gallerianfastigheter. Byggherre var BGB i Stockholm AB (Byggmästares i Stockholm Gemensamma Byggnadsaktiebolag) som också uppförde huset. Bolaget anlitade Boijsen & Efvergren att gestalta den nya byggnaden som även stod för ritningarna för grannhuset Trollhättan 33 vid Brunkebergstorg. VBB svarade för konstruktionsarbetet. På ett flygfotografi från april 1972 syns den stora byggropen för blivande Gallerian och dess fastigheter. Trafiken leddes provisorisk på broar diagonalt över byggropen mellan Regeringsgatan och Malmskillnadsgatan. Längst i söder kvarstår fortfarande NK:s kontorshus (arkitekt Ferdinand Boberg) som revs i slutet av 1972. Intill pågår provmontering av en byggnadsstomme.
Byggnaden uppfördes i sex våningar med indragen teknikvåning på taket. Våningsplanen var enligt bygglovshandlingarna disponerade enligt följande: plan 1 (under mark): Parkeringsgarage för 273 bilar, plan 2 (under mark): Kungsträdgårdens tunnelbanehall med spärrar, plan 3 (marknivå Gallerian): utställningslokaler, plan 4 (marknivå Malmtorgsgatan): utställningslokaler, personalutrymmen med kök och kafferum samt en indragen entré till Gallerian. På plan 5–9 anordnades storrumskontor med personalutrymmen i mitten. 
Fasaden fick parvis placerade enluftsfönster med glasad fönsterbröstning på samtliga våningar med undantag av bottenvåningen som fick större enluftsfönster. Fönsterbröstningarnas utsida utfördes av glas i lejongul kulör och bildade tillsammans med fönstret en utfackningskassett. I övrigt kläddes fasaden med gullackerad plåt. Stockholms stadsbyggnadskontor anser i den nya detaljplanen att byggnaden uppfördes med "begränsad arkitektonisk verkshöjd".

## Ombyggnad
I samband med sitt projekt Urban Escape beslöt tomträttshavaren och ägaren av byggnaden, AMF fastigheter, att totalrenovera Trollhättan 32 som samtidigt höjdes med tre nya våningsplan. För den arkitektoniska utformningen anlitades White arkitekter tillsammans med Mührer Folkar arkitekter. Fasaderna omgestaltades i en ny form och färgsättning men fick, enligt detaljplanen, ett "uttryck med sitt ursprung i befintlig fasad". En glasad förbindelsebyggnad uppfördes mellan Trollhättan 32 med 33 innehållande trappa och hiss. Länkbyggnadens funktion är att bland annat sammankoppla de olika höga våningsplanen mellan 32 och 33 samt att skapa en kommunikationslänk mellan takets restaurang och Malmtorgsgatan. Omdaningen inleddes 2015 och avslutades 2017.

Trollhättan 32 efter ombyggnaden
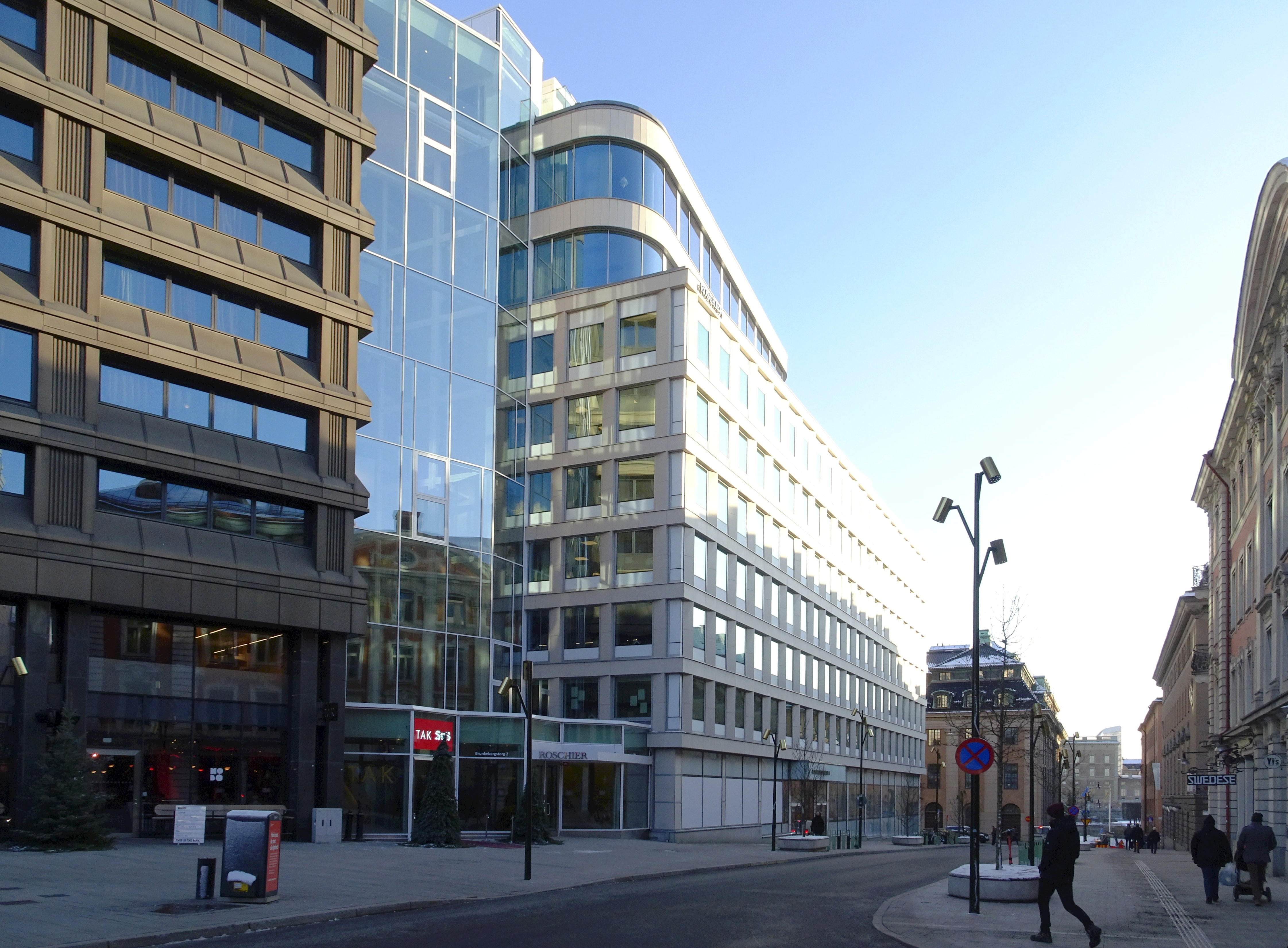
Vy från Brunkebergstorg.
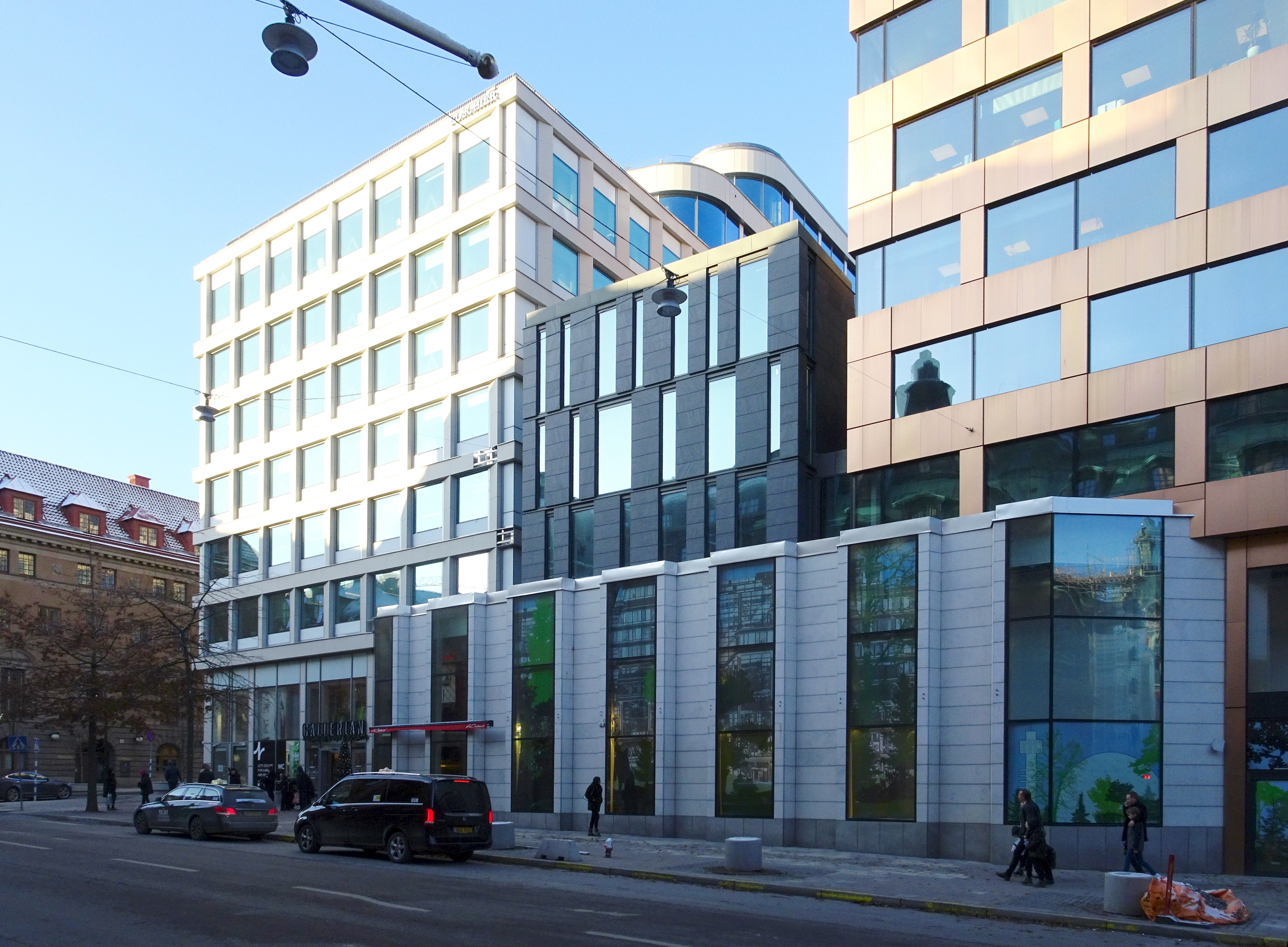
Vy från Jacobsgatan.
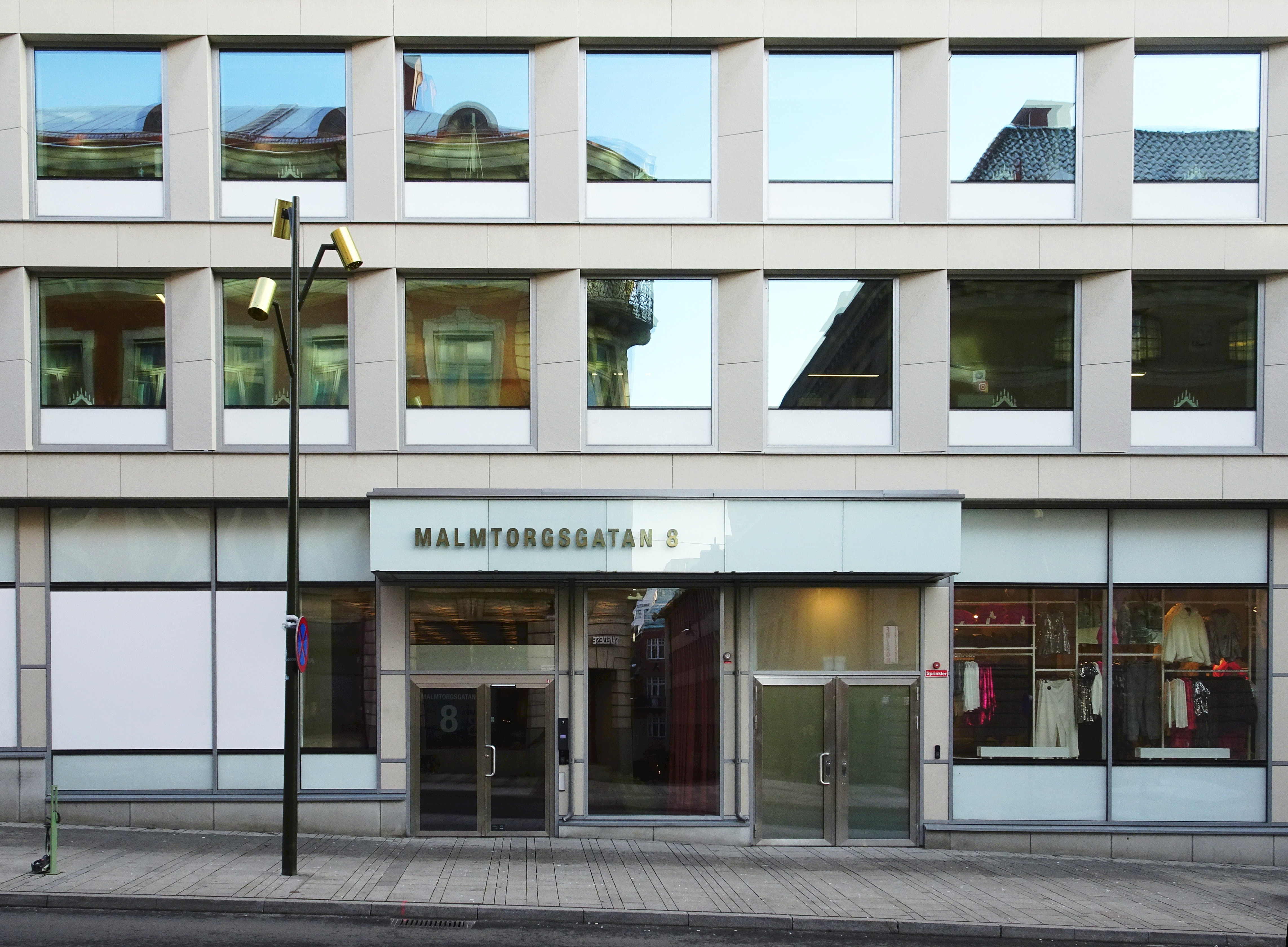
Huvudentrén Malmtorgsgatan 8.
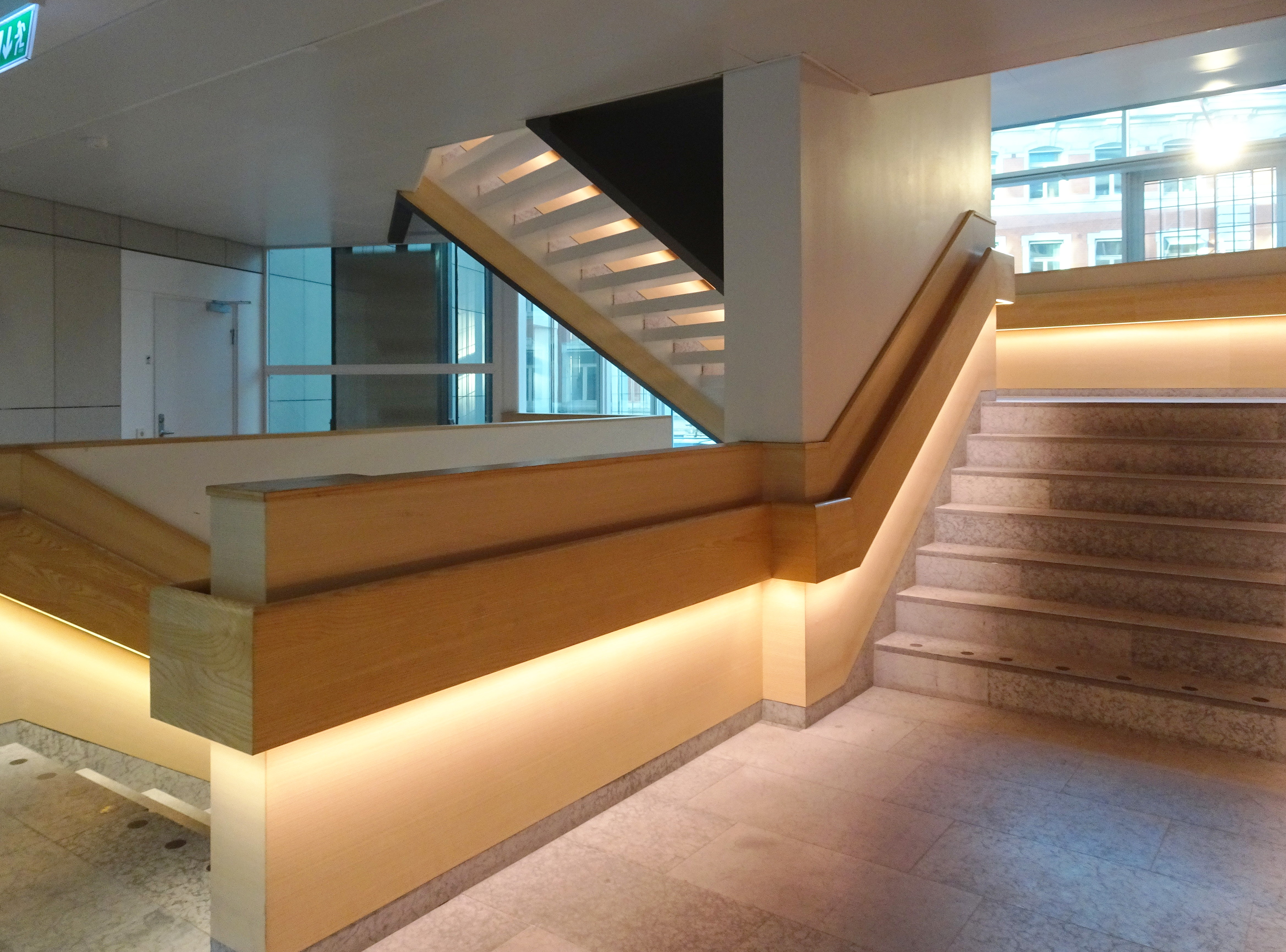
Förbindelsebyggnadens trappa.
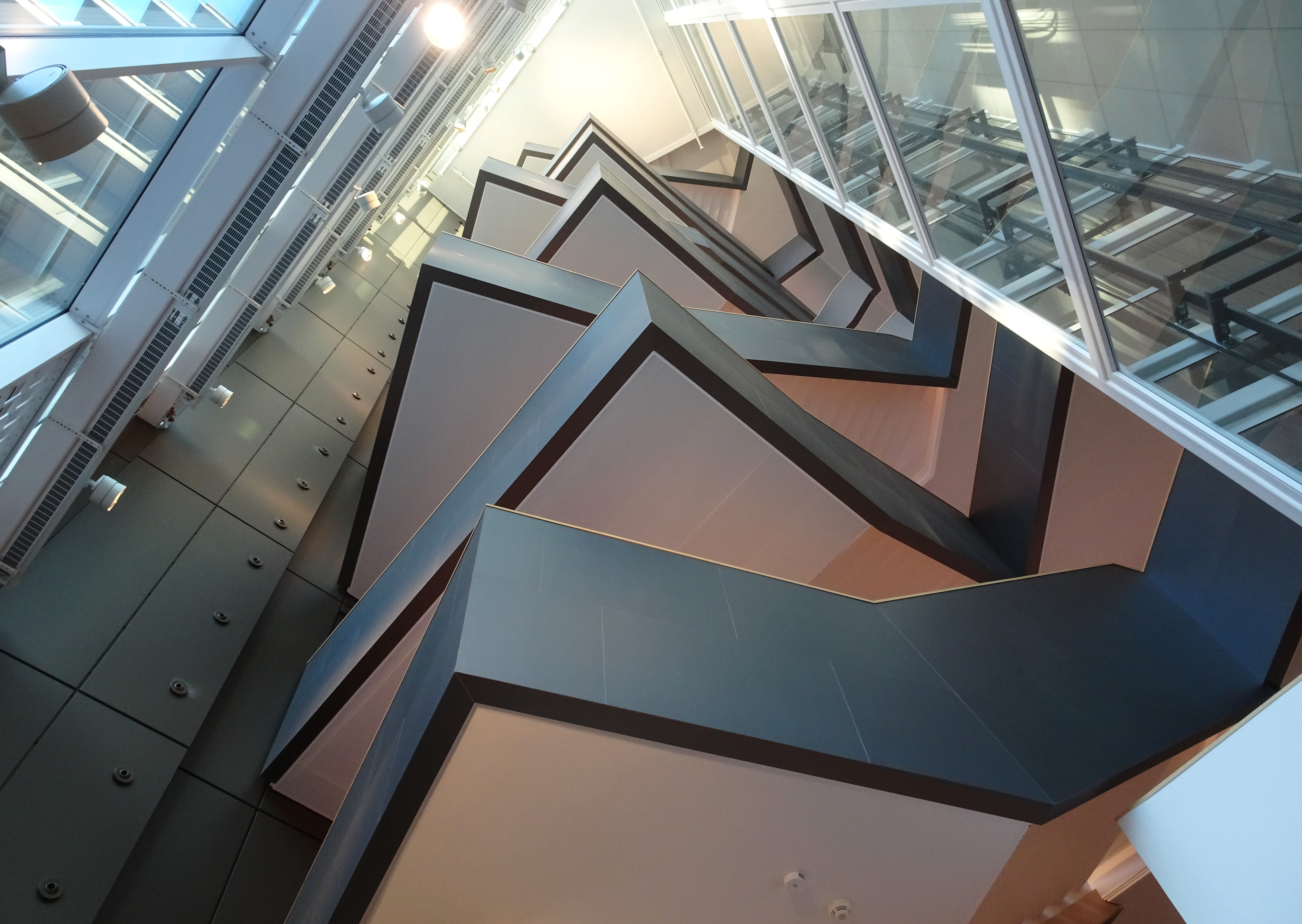
Förbindelsebyggnadens trappa.